# 16399 Grokhovsky
16399 Grokhovsky este un asteroid din centura principală de asteroizi.

## Descriere
16399 Grokhovsky este un asteroid din centura principală de asteroizi. A fost descoperit pe 14 septembrie 1983 la Stația Anderson Mesa de Edward L. G. Bowell. Asteroidul prezintă o orbită caracterizată de o semiaxă mare de 2,63 ua, o excentricitate de 0,26 și o înclinație de 7,3° în raport cu ecliptica.